# Carl Wenzel Zajicek

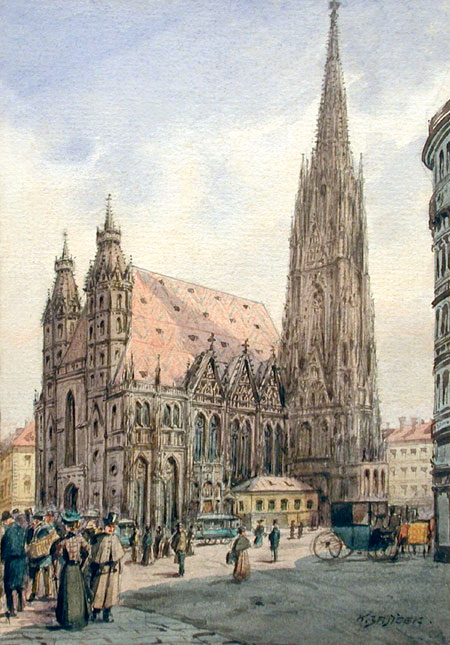
Der Stephansdom (Aquarell auf Papier)

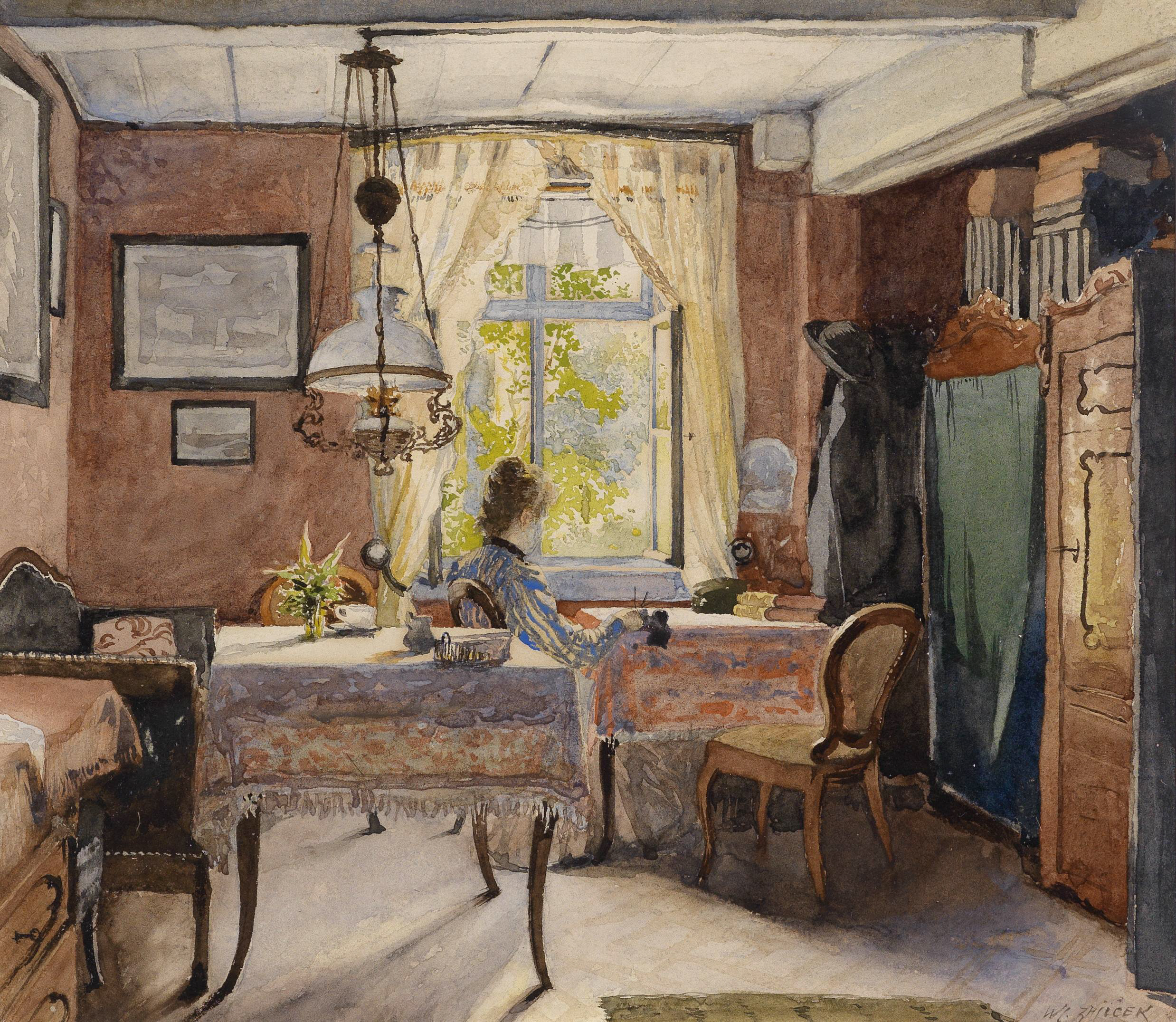
Sonniges Interieur mit einer Frau am Fenster

Carl Wenzel Zajicek (* 29. Februar 1860 in Wien; † 19. März 1923 ebenda) war ein österreichischer Meister der Aquarellmalerei.

## Leben
Carl Wenzel Zajicek wurde 1860 als ältester Sohn von vierundzwanzig Kindern des Uhrmachermeisters Franz Zajicek geboren. Dem Wunsch des Vaters entsprechend erlernte er den Beruf des Uhrmachers, den er bis 1900 ausführte. Schon früh erkannte er seine Liebe zur Malerei und nahm bereits in jungen Jahren bei Ludwig Krenn Unterricht in Architekturlehre und Malerei, doch bis er sich ausschließlich der Malerei widmen konnte, sollten noch etliche Jahre vergehen.
Später besuchte er regelmäßig das Kunsthistorische Museum und die Albertina, wo Zajicek die Aquarellkunst der großen Meister studierte. Zajicek spezialisierte sich auf Wiener Veduten, seinen Durchbruch als Maler erlangte er mit einem 1896 entstandenen Rundpanorama von Wien (nach Emil Hütter).
Im Jahre 1923, am Höhepunkt seiner Schaffenskraft, starb Zajicek in Wien.